# Joe Ranft
Joseph Henry "Joe" Ranft (Pasadena, Califòrnia, 13 de març de 1960 - Comtat de Mendocino, Califòrnia, 16 d'agost de 2005) fou un guionista, animador, doblador i mag estatunidenc que va treballar per Pixar i Disney. El seu germà Jerome és un escultor que també ha treballat per algunes pel·lícules de Pixar.

## Infància
Joe Ranft va néixer a Pasadena, però va créixer a Whittier (Califòrnia). Des de ben petit, era aficionat a la màgia, a explicar contes, a les pel·lícules i les comèdies. Quan va acabar el batxillerat, el 1978, va començar a estudiar animació de personatges a l'Institut de les Arts de Califòrnia, on va coincidir amb John Lasseter i Brad Bird. Al cap de dos anys, la pel·lícula d'aficionat de Ranft Good Humor va cridar l'atenció de directius d'animació de la Disney, que li van oferir una feina.

## Mort
El 16 d'agost de 2005 anava de passatger amb cotxe quan el conductor, Elegba Earl, va perdre el control i va sortir de la carretera. El cotxe va caure 39 metres a la desembocadura del Riu Navarro al Comtat de Mendocino (Califòrnia). Ranft i Earl van morir-se a la caiguda, i un altre passatger, Eric Frierson, va sobreviure amb lesions moderades.
Estava casat i tenia dos fills. Va morir durant la producció de la pel·lícula Cars, que havia co-dirigit. La pel·lícula i el joc associat són dedicats a la seva memòria, i la pel·lícula de Tim Burton La núvia cadàver, de la qual Ranft en va ser el productor executiu, també. Henry Selick el va anomenar "el gegant de les històries de la nostra generació."
A la pel·lícula de Henry Selick Coraline, el camió de mudances que trasllada a Coraline al seu nou apartament porta el logo "Ranft Moving, Inc.", en honor de Ranft. Els treballadors tenen l'aparença de Joe i Jerome Ranft, el seu germà, el qual dobla un dels treballadors.